# Misiologie
Misiologie je disciplína křesťanské teologie, která se zabývá evangelizací a uvažuje nad misijním úkolem všeobecné církve. Studuje misionářské zkušenosti, dějiny evangelizace, biblické základy misionářské činnosti církve, teologické aspekty hlásání evangelia. Snaží se kriticky vypracovávat nové teorie a metodologie misijní činnosti.
Za zakladatele misiologie jako samostatné teologické disciplíny je pokládán Gustav Warneck.